# اتفاقية الأخشاب الاستوائية الدولية 1994
اتفاقية الأخشاب الاستوائية الدولية اي تي تي ايه, 1983 هي اتفاقية توفّر إطارًا فعالًا للتعاون بين مُنتجي ومستهلكي الأخشاب الاستوائية، وتشجع تطوير السياسات الوطنية الرامية للاستخدام المستدام وحفظ الغابات الاستوائية ومواردها الوراثية. تأسست منظمة الأخشاب الاستوائية الدولية بموجب هذه الاتفاقية، التي فُتح باب التوقيع عليها في 18 نوفمبر 1983، ودخلت حيز التنفيذ في 1 أبريل 1985. تبعتها اتفاقيات لاحقة بعدد متزايد من الموقعين عامي 1994 اي تي تي ايه2 و2006 اي تي تي ايه3. اتفاقية اي تي تي ايه2  1994  صُمّمت لضمان أن تكون صادرات الأخشاب الاستوائية بحلول عام 2000 من مصادر مُدارة بشكل مستدام، وإنشاء صندوق لمساعدة المنتجين في الحصول على الموارد اللازمة لتحقيق هذا الهدف. كما حدّدت ولاية منظمة الأخشاب الاستوائية الدولية بدقة. فُتح باب التوقيع عليها في 26 يناير 1994، ودخلت حيز التنفيذ في 1 يناير 1997. اتفاقية اي تي تي ايه3  2006  هدفت إلى تعزيز توسعة وتنويع التجارة الدولية في الأخشاب الاستوائية من الغابات المُدارة بشكل مستدام والمقطوعة قانونيًا، وتعزيز الإدارة المستدامة لغابات إنتاج الأخشاب الاستوائية . دخلت حيز التنفيذ في 7 ديسمبر 2011.

## الأطراف
- اتفاقية 1983- 58 دولة ومنظمة وهي - أستراليا، النمسا، بلجيكا، بوليفيا، البرازيل، بورما، الكاميرون، كندا، الصين، كولومبيا، جمهورية الكونغو الديمقراطية، جمهورية الكونغو، ساحل العاج، الدنمارك، الإكوادور، مصر، الاتحاد الأوروبي، فيجي، فنلندا، فرنسا، الغابون، ألمانيا، غانا، اليونان، غيانا، هندوراس، الهند، إندونيسيا، أيرلندا، إيطاليا، اليابان، كوريا الجنوبية، ليبيريا، لوكسمبورغ، ماليزيا، نيبال، هولندا، نيوزيلندا، النرويج، بنما، بابوا غينيا الجديدة، بيرو، الفلبين، البرتغال، روسيا، إسبانيا، السويد، سويسرا، تايلاند، توغو، ترينيداد وتوباغو، المملكة المتحدة، الولايات المتحدة، فنزويلا

- اتفاقية 1994- 62 دولة ومنظمة صادقت عليها - أستراليا، النمسا، بلجيكا، بوليفيا، البرازيل، بورما، كمبوديا، الكاميرون، كندا، جمهورية إفريقيا الوسطى، الصين، كولومبيا، جمهورية الكونغو الديمقراطية، جمهورية الكونغو، ساحل العاج، الدنمارك، الإكوادور، مصر، الاتحاد الأوروبي، فيجي، فنلندا، فرنسا، الغابون، ألمانيا، غانا، اليونان، غواتيمالا، غيانا، هندوراس، الهند، إندونيسيا، أيرلندا، إيطاليا، اليابان، كوريا الجنوبية، ليبيريا، لوكسمبورغ، ماليزيا، المكسيك، نيبال، هولندا， نيوزيلندا، نيجيريا، النرويج، بنما، بابوا غينيا الجديدة، بيرو، الفلبين، بولندا، البرتغال، إسبانيا، سورينام، السويد، سويسرا، تايلاند، توغو، ترينيداد وتوباغو، المملكة المتحدة، الولايات المتحدة، الأوروغواي، فانواتو، فنزويلا

- اتفاقية اي تي تي ايه3 (2006)،74 طرفًا حتى أكتوبر 2018. نيجيريا وباراغواي وقعتا دون تصديق. كندا صادقت عام 2009 ثم انسحبت.

## روابط خارجية
- الموقع الرسمي لمنظمة الأخشاب الاستوائية الدولية
- حالات التصديق
- نص الاتفاقية (PDF)